# William Lane Craig
William Lane Craig (Peoria, 23. kolovoza 1949) je američki analitički filozof, kršćanski teolog, apologet i autor. Profesor filozofije na Baptističkom sveučilištu u Hustonu i istraživač na polju filozofije Škole teologije Talbot na Sveučilištu Bioli.
Craig je aktualizirao i modernizirao kozmološki argument Kalām o postojanju Boga. Također je objavljivao knjige i znanstvene radove u kojima zastupa povijesnu mogućnost Isusovog uskrsnuća. Craigovo proučavanje božanskog aseiteta i platonizma kulminiralo je izdavanjem knjige Bog iznad svega.

## Djetinjstvo i školovanje
Craig je rođen u gradiću Peoriji, u američkoj saveznoj državi Illinois, kao drugo od troje djece Malloryja i Doris Craig. Dok je pohađao srednju školu (1963. – 1967.), Craig se natjecao u školskim debatama te je pobijedio u državnom natjecanju iz govorništva. Iako je odrastao u nereligioznoj obitelji, u rujnu 1965. godine postao je kršćanin evangelist, da bi nakon završetka srednješkolskog školovanja upisao protestantski Wheaton College, gdje je studirao govorništvo i komunikologiju. Craig stječe status prvostupnika 1971. godine, a godinu kasnije vjenčao se sa svojom suprugom Jan koju je upoznao u studentskoj kršćanskoj organizaciji Campus Crusade for Christ. William i Jan imaju dvoje odrasle djece i žive u predgrađu Atlante i američkoj saveznoj državi Georgiji. Godine 2014. njegovo bivše sveučilište Wheaton proglasilo ga je alumnom godine.
Godine 1973. Craig je upisao filozofiju religije na Trinity Evangelical Divinity Schoolu u Chicagu, gdje je studirao kod profesora Normana Geislera. Godine 1975. Craig upisuje doktorski studij filozofije na Sveučiištu u Birminghamu u Engleskoj, gdje se bavio kozmološkim argumentom pod mentortvom profesora Johna Hicka. Doktorirao je 1977. godine. Iz njegove doktorske disertacije 1979. godine proizašla je njegova prva knjiga, kozmološki argument Kalām (eng. The Kalām Cosmological Argument), filozofska obrana tog argumenta s kojim se prvi put susreo u radovima Stuarta T. Hacketta.  Craig je 1978. godine dobio stipendiju za postdoktorat od Fondacije Alexander von Humboldt da nastavi istraživanje na temu povijesnog saznanja o Isusovom uskrsnuću pod vodstvom profesora Wolfharta Pannenberga sa Sveučilištu Ludwig-Maximillians-Universität München u Münhenu u Njemačkoj. Njegov rad u Münhenu, pod Pannenbergovim vodstvom doveo je do njegovog drugog doktorata, ovaj put iz teologije, kojeg je dobio 1984. nakon čega je 1985. godine njegova doktorska disertacija objavljena kao knjiga pod nazivom Povijesni dokazi teze o Isusovom uskrsnuću za vrijeme deističke kontroverze (eng. The Historical Argument for the Resurrection of Jesus During the Deist Controversy).

## Karijera
Craig se pridružio školi Trinity Evangelical Divinity School u 1980. godini, gdje je predavao filozofiju religije do 1986. 1982. je dobio pozivnicu za debatu s Kai Nielsenom na sveučilištu u Calgariju na temu pitanja postojanja Boga. Ohrabren prijemom od strane publike, ali i kolega,  Craig je nastavio voditi formalne debate na temu postojanja Boga (i na srodne teme kao što je historicitet Isusovog uskrsnuća) s mnogim uvaženim protivnicima kao što su Sam Harris, Christopher Hitchens, Lawrence M. Krauss, Lewis Wolpert, Antony Flew, Sean Carroll, Sir Roger Penrose, Peter Atkins, Bart Ehrman, Walter Sinnott-Armstrong, Paul Draper, Gerd Lüdemann i A. C. Grayling.
Nakon jednogodišnjeg angažmana na koledžu Westmont u predgrađu Sante Barbare, Craig se 1987., zajedno sa suprugom i dvoje male djece preselio natrag u Europu, gdje je djelovao kao gostujući predavač na Katoličkom sveučilištu Leuven (Louvain) u Belgiji sve do 1994. godine. U isto vrijeme, Craig se priključio odjelu za filozofiju i etiku u teološkoj školi Talbot u predgrađu Los Angelesa na poziciji profesora istraživača, poziciji koju i danas drži, ali je istovremeno postao i profesor filozofije na Baptističkom sveučilištu u Hustonu gdje predaje od 2014. godine. U 2016., Craig je proglašen alumnijem godine od strane škole Trinity Evangelical Divinity School. Sveučilište Biola je 2017. godine na fakultetu otvorilo trajnu poziciju i uspostavilo katedru filozofije koja nosi njegovo ime, u čast Craigovim akademskim dosezima.

## Filozofski i teološki stavovi

### Kozmološki argumentKalām
Craig je dosta pisao i govorio u obranu verzije kozmološkog argumenta Kalām. ↓a Iako je Kalām proizašao iz srednjovjekovne islamske filozofije, Craig mu je, kako bi ga ojačao, u njegovu obranu dodao i poveznice prema suvremenim znanstvenim i filozofskim idejama. Njegov rad na Kalāmu rezultirao je povećanjem suvremenog interesa kako za Kalām, tako i općenito za kozmološke argumente.
Craig u silogističkoj formi formulira svoju verziju argumenta na sljedeći način: 
1. Sve što počinje postojati ima uzrok svojeg postojanja. ↓b
2. Univerzum je počeo postojati.
3. Prema tome, univerzum ima uzrok svog postojanja."[41][38]

Craigova obrana argumenta Kalām uglavnom se fokusira na drugu premisu, gdje iznosi nekoliko argumenata koji je podržavaju. Na primjer, Craig koristi Hilbertov paradoks Grand Hotela s beskonačnim brojem soba kao ilustraciju svojoj tvrdnji da su stvarno beskonačni skupovi nemogući, na osnovu čega zaključuje da je prošlo vrijeme konačno i nužno ima početak.  U drugoj liniji argumentacije, Craig tvrdi su da nizovi događaja u vremenu stvoreni od strane procesa u kojem se svaki trenutak slijedno dodaje povijesti. Prema Craigu, ovaj proces nikad ne može stvoriti stvarno beskonačni skup događanja, već umjesto toga stvara samo potencijalno beskonačni skup događanja. Na ovoj osnovi Craig tvrdi da je prošlost konačna i da ima početak.
Craig također koristi razne fizikalne teorije u obranu druge premise, kao što su standardni Big Bang model nastanka Svemira i određene implikacije drugog zakona termodinamike.
U zaključku Kalām argumenta stoji da univerzum ima uzrok postojanja i na tome se Kalām zaustavlja. Međutim, Craig nastavlja svoju argumentaciju iznoseći tvrdnju da taj uzrok mora biti osoba. Prvo, Craig kaže da je uzrok svemira izvan vremena, budući da je isti uzrok po njemu nužno prouzrokovao i početak samog vremena. Onda nastavlja tvrdnjom da uzroci koji su izvan vremena imaju vječne učinke jedino ako nisu osobe. Nakon toga zaključuje da ako smo spremni prihvatiti drugu premisu argumenta Kalām koja tvrdi da svemir ima početak tj. da svemir nije vječan, da njegov uzrok mora biti osoba.